# Johann Kayser (Theologe)
Johann Wilhelm Kayser (* 1. Oktober 1826 in Geseke; † 1. August 1895 in Breslau) war ein deutscher Theologe und Philologe sowie Mitglied des Konstituierenden Reichstags des Norddeutschen Bundes.

## Leben
Johann Kayser besuchte das Gymnasium Theodorianum in Paderborn. Anschließend studierte er katholische Theologie und Philosophie in Bonn und Münster. In Bonn promovierte er 1851 zum Dr. phil.  1852 wurde er in Paderborn zum Priester geweiht. Nach weiteren Studien in Breslau war er seit 1854 Professor an der Theologischen Fakultät Paderborn. 1869 wurde er Leiter des Lehrerseminars in Büren bei Paderborn. 1878 wurde er Provinzialschulrat in Danzig und ab 1883 Dompropst in Breslau und Honorarprofessor an der katholisch-theologischen Fakultät der dortigen Universität.
1867 war Johann Kayser Mitglied des Konstituierenden Reichstags des Norddeutschen Bundes für den Wahlkreis Minden 5 (Höxter, Warburg). Er war im Reichstag Mitglied in der Fraktion Freie Vereinigung.